# Voggenbergmühle
Die Voggenbergmühle ist eine Wassermühle und ein Wohnplatz der Gemeinde Alfdorf im baden-württembergischen Rems-Murr-Kreis.

## Lage
Die Einzelsiedlung mit fünf Hausnummern liegt im Tal der Rot, an einem etwa 600 Meter langen Mühlkanal, der rechts von der Rot abgezweigt ist. Umliegende Ortschaften sind Mittelweiler im Nordosten, der Weiler Buchengehren im Osten, die Einzelsiedlungen Buchengehrener Sägmühle und Voggenberger Sägmühle im Südosten sowie der Weiler Voggenberg im Südwesten. Etwa 1,6 Kilometer nördlich liegt die Wüstung Östliche Burgholzer Sägmühle. Neben der Mühle liegt das Naturschutzgebiet Rottal zwischen Hüttenbühl und Buchengehren.
Die Voggenbergmühle war bis zum 1. Januar 1972 ein Wohnplatz der Gemeinde Pfahlbronn und kam mit der Gebietsreform zu Alfdorf.

## Geschichte
Erstmals erwähnt wurde die Voggenbergmühle als Sägemühle im Jahre 1524. Ab 1571 diente sie auch als Getreidemühle. 1686 erscheint sie als Vockenberger Segmühl in dem Kartenwerk von Andreas Kieser. Der seltene Namensbestandteil Vogge (= Stute) weist wohl auf die Anwesenheit von Pferdezüchtern aus Friesland hin, die zur Zeit Karls des Großen nach Alemannien zwangsumgesiedelt wurden. Um 1830 hatte die Mühle zwei oberschlächtige Wasserräder für zwei Mahl- und einen Gerbgang. Als Eigentümer wird Johann Georg Balz genannt. Die Mühle besteht aus einem älteren und einem neuen Gebäude. An dem alten Gebäude findet sich die Jahreszahl 1796. Das jüngere Gebäude wurde von Gotthilf Mayer 1948 errichtet. Die Mühle ist noch in Betrieb, allerdings wurden die Wasserräder schon längst durch eine Ossberger-Turbine mit einer Leistung von etwa 21 PS ersetzt.